# (166) Rhodope
(166) Rhodope ist ein Asteroid des mittleren Hauptgürtels, der am 15. August 1876 vom deutsch-US-amerikanischen Astronomen Christian Heinrich Friedrich Peters am Litchfield Observatory in New York entdeckt wurde.
Der Asteroid wurde benannt nach einer Dienerin der Artemis. Sie hielt sich für schöner als Hera, und die Göttin verwandelte sie in die Rhodopen, ein Gebirge in Thrakien, das ihren Namen trägt.
Aufgrund ihrer Bahneigenschaften wird (166) Rhodope zur Adeona-Familie gezählt.

## Wissenschaftliche Auswertung
Eine Auswertung von Beobachtungen durch das Projekt NEOWISE im nahen Infrarot führte 2011 zu vorläufigen Werten für den Durchmesser und die Albedo im sichtbaren Bereich von 54,6 km bzw. 0,07. Ein Vergleich von Daten, die von 1978 bis 2011 an der Sternwarte Ondřejov in Tschechien und am Table Mountain Observatory in Kalifornien gesammelt wurden, mit den Daten von NEOWISE führte 2012 ebenfalls zu Werten für den Durchmesser und die Albedo von 54,6 km bzw. 0,07. Nachdem die Werte 2012 auf 65,3 km bzw. 0,05 korrigiert worden waren, wurden sie 2014 auf 52,4 km bzw. 0,07 geändert. Nach der Reaktivierung von NEOWISE im Jahr 2013 und Registrierung neuer Daten wurden die Werte 2015 zunächst mit 39,0 km bzw. 0,10 angegeben und dann 2016 erneut korrigiert zu 65,1 km bzw. 0,04, diese Angaben beinhalten aber alle hohe Unsicherheiten. Mit einer Auswertung von fünf Sternbedeckungen durch den Asteroiden konnte in einer Untersuchung von 2020 ein mittlerer Durchmesser von 50,0 ± 3,6 km bestimmt werden.
Eine spektroskopische Untersuchung von 820 Asteroiden zwischen November 1996 und September 2001 am La-Silla-Observatorium in Chile ergab für (166) Rhodope eine taxonomische Klassifizierung als X- bzw. Xk-Typ.

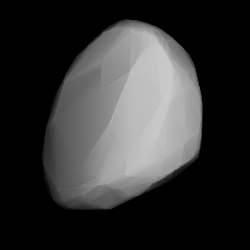
Berechnetes 3D-Modell von (166) Rhodope

Am Table Mountain Observatory waren am 13. und 14. Oktober 1982 erstmals photometrische Beobachtungen von (166) Rhodope durchgeführt worden. Aus der mit spärlichen Daten besetzten Lichtkurve konnten nur mehrere mögliche Rotationsperioden abgeleitet werden: 7,87, 11,8 und 23,7 h sowie eine weniger wahrscheinliche von 9,6 h. Die Periode von 7,87 h wurde bevorzugt, aber keiner der anderen Werte konnte ausgeschlossen werden, ebenso gut konnten alle Werte falsch sein.
Aus den archivierten photometrischen Daten des United States Naval Observatory in Arizona und der Catalina Sky Survey und weiteren Beobachtungen aus dem Zeitraum 2010/2011 konnten dann in einer Untersuchung von 2013 Gestaltmodelle des Asteroiden für zwei alternative Ausrichtungen der Rotationsachse mit retrograder Rotation sowie eine Rotationsperiode von 4,7148 h bestimmt werden. Ebenso konnte 2021 aus archivierten Daten und photometrischen Messungen von Gaia DR2 erneut eine Rotationsachse mit retrograder Rotation berechnet werden. Die Rotationsperiode wurde dabei ebenfalls zu 4,7148 h bestimmt.
Aus archivierten Daten des Asteroid Terrestrial-impact Last Alert System (ATLAS) aus dem Zeitraum 2015 bis 2018 konnte in einer Untersuchung von 2022 mit der Methode der konvexen Inversion eine Rotationsperiode von 4,7148 h berechnet werden. Im Jahr 2023 wurde aus photometrischen Messungen von Gaia DR3 erneut ein dreidimensionales Gestaltmodell des Asteroiden für eine Rotationsachse mit retrograder Rotation und einer Periode von 4,71478 h berechnet.
In einer Untersuchung von 2015 gelang es durch Auswertung der Parallaxe zwischen zwei zeitgleichen Beobachtungen von (166) Rhodope am 2. Januar 2014 am Kitt-Peak-Nationalobservatorium in Arizona und am Cerro Tololo Inter-American Observatory in Chile den Abstand zwischen Erde und Asteroid sehr genau zu bestimmen.